# Bufo taladai
Bufo taladai és una espècie d'amfibi que viu a Cuba.
Està amenaçada d'extinció per la pèrdua del seu hàbitat natural.